# W38 (核弾頭)
W38は、アメリカ合衆国が開発した核弾頭。カルフォルニア大学放射線研究所（後のローレンス・リバモア国立研究所）が開発したものであり、アメリカ空軍の大陸間弾道ミサイルに搭載された。
アトラス E/F向けに110発、タイタン I向けに70発が1961年-1963年にかけて生産されている。これらはともにMk.4再突入体に格納された。熱核弾頭であり、サイズは直径32インチ、長さ82.5インチ。重量は3,080ポンド（1.4t）と重い。核出力は3.75Mt。信管は触発および空中爆発が用意された。1965年までに退役している。